# Abu Omar al-Schischani
Abu Omar al-Schischani (georgisch აბუ ომარ ალ-შიშანი; arabisch أبو عمر الشيشاني, DMG Abū ʿUmar aš-Šīšānī ‚Vater Omars, der Tschetschene‘; bürgerlich georgisch თარხან ბათირაშვილი Tarchan Batiraschwili, * 11. Januar 1986 in Birkiani, Georgische SSR, Sowjetunion; † 10. Juli 2016 in asch-Schirqat, Irak) war ein georgischer islamistischer Terrorist und Dschihadist und einer der Führer der Terrororganisation Islamischer Staat (IS).

## Leben
Abu Omar al-Schischani wurde als Tarchan Batiraschwili 1986 im Pankissi-Tal geboren, einer Region im Norden Georgiens, die mehrheitlich von Tschetschenen (Kisten) bewohnt wird. Al-Schischani war Sohn eines christlichen Bats und einer muslimischen Tschetschenin. In den 1990er-Jahren zogen sich häufig tschetschenische Rebellen und Dschihadisten aus Russland zurück. Dabei kam der junge Tarchan bereits früh mit Extremisten in Kontakt.
Nach dem Schulabschluss verpflichtete sich Batiraschwili bei der georgischen Armee, wo er von 2007 bis 2010 diente. Während dieser Zeit wurde er auch von US-amerikanischen Militärausbildern trainiert. Am Kaukasuskrieg 2008 wirkte er auf georgischer Seite an vorderster Front mit und wurde zum Offizier befördert. 2010 wurde Batiraschwili jedoch aufgrund einer Tuberkuloseerkrankung aus der Armee entlassen und wurde so arbeitslos. Trotz eines längeren Krankenhausaufenthalts konnte er sich danach nicht mehr beim Militär verpflichten und war deshalb nach Angaben seines Vaters „äußerst desillusioniert“.
Wenige Monate später wurde er in Georgien wegen illegalen Waffenbesitzes zu einer Haftstrafe verurteilt. Im Gefängnis erfolgte seine Radikalisierung, nach der Haftentlassung reiste er im Frühjahr 2012 nach Syrien aus. Dort legte er sich seinen Kampfnamen (Abu Omar al-Schischani) zu und übernahm die Kontrolle über die dschihadistische Einheit Dschaisch al-Muhadschirin wal-Ansar, die zunächst an der Seite der al-Nusra-Front kämpfte und in der Nähe von Aleppo einige Erfolge gegen die syrische Armee erzielte. Spätestens im Mai 2013 schloss er sich der Terrororganisation Islamischer Staat (IS) an.
Al-Schischani war seit November 2013 ein Funktionär des IS und kommandierte deren Milizen im Norden Syriens, er gehörte zum obersten Führungszirkel des IS und zu dessen bekanntesten Gesichtern.
In seinen Reden sprach er häufig Russisch und drohte, den Dschihad auch nach Russland tragen zu wollen. Die Vereinigten Staaten setzten auf ihn ein Kopfgeld aus. Am 4. März 2016 wurde er bei einem Luftangriff lebensgefährlich verwundet. Infolge eines weiteren Luftangriffs der USA kam er am 10. Juli 2016, nach Angaben des IS, ums Leben. Diese Meldung wird vonseiten der USA noch auf ihren Wahrheitsgehalt überprüft.
Anfang September 2016 wurde bekannt, dass Gulmurod Khalimov, ein ehemaliger Oberbefehlshaber der OMON-Polizeispezialeinheit aus Tadschikistan, zum Kriegsminister des IS und damit zum direkten Nachfolger von al-Schischani ernannt wurde.